# Les Goulles
 Les Goulles  là một xã ở tỉnh Côte-d’Or trong vùng Bourgogne-Franche-Comté, phía đông nước Pháp. Xã Les Goulles nằm ở khu vực có độ cao trung bình 279 mét trên mực nước biển.